# Okres Mezőtúr
Okres Mezőtúr (maďarsky Mezőtúri járás) je jedním z devíti okresů maďarské župy Jász-Nagykun-Szolnok. Jeho centrem je město Mezőtúr. Rozkládá se ve Velké maďarské nížině. Jižní částí protéká řeka Kriš a okresním městem protéká Hortobágy-Berettyó. Průměrná nadmořská výška okresu je 80 m.
Sousedními okresy jsou: Törökszentmiklós, Karcag, Szeghalom, Békés, Szarvas, Kunszentmárton a Cegléd.

## Sídla
V okrese se nachází celkem 5 měst a obcí.
Města
- Mezőtúr
- Túrkeve

Obce
- Kétpó
- Mesterszállás
- Mezőhék